# Mebyon Kernow

Mebyon Kernow (Cornisch voor Zonen van Cornwall) is een regionalistische politieke partij die streeft naar herinvoering van regionale autonomie voor Cornwall binnen het Verenigd Koninkrijk en een verenigd Europa. De partij is lid van de Europese Vrije Alliantie.
De partij werd opgericht op 6 januari 1951. Helena Charles werd verkozen als eerste voorzitter - huidig voorzitter is Dick Cole, een archeoloog. Het partijkantoor bevindt zich in Fraddon.
Het eerste partijprogramma omvatte de volgende doelen:
- het promoten van de belangen van Cornwall en het bestrijden van vooroordelen die daarmee strijdig zijn.
- het aanmoedigen van de studie en het gebruik van het Cornisch en zijn literatuur.
- het aanmoedigen van de bestudering van de geschiedenis van Cornwall vanuit het perspectief van Cornwall.
- vanuit zelfbeleving de acceptatie verspreiden van het Keltische karakter van Cornwall als een van de zes Keltische naties.
- het organiseren van culturele activiteiten om bovenstaande nastrevingen aan de man te brengen.
- samenwerking met alle organisaties die het karakter van Cornwall willen bewaren.

In september 1951 werd het nastreven van autonomie als politieke koers aangenomen, binnen een Verenigd Koninkrijk dat men hoopte te federaliseren. In 1953 veroverde men in lokale verkiezingen de eerste politieke zetel. Tot aan de jaren zeventig was Mebyon Kernow meer een pressiegroep maar de partij evolueerde erna tot een eenheid die voor verkiezing in het Britse Lagerhuis ging. In 1975 splitste de Cornish National Party zich af, die een nationalistischer koers voorstond.
De huidige politieke koers wordt omschreven als "Cornisch, groen, links van het centrum, decentralistisch". Alhoewel de partij niet deelnam aan de Europese verkiezingen van 1999 noch die van 2004 (voorheen, in 1979, '89 en '94, nam men wel deel) is de partij wel lid van de Europese Vrije Alliantie. De partij onderhoudt nauwe banden met de Welshe partij Plaid Cymru, en in mindere mate met de Scottish National Party.
Romanschrijfster Daphne du Maurier was gedurende een bepaalde tijd partijlid. Brits parlementslid Andrew George is naar de Liberal Democrats overgestapt op het moment dat Mebyon Kernow meer werd dan een pressiegroep, maar is pleitbezorger gebleven voor Cornische kwesties.
Mebyon Kernow heeft een politiek kartel gesloten met de Green Party. In het Lagerhuis bezet men sinds de verkiezingen in 2005 4 zetels.

## Assemblee van Cornwall
In juli 2000 verspreidde Mebyon Kernow de volgende verklaring: "Cornwall is een uitgesproken regio. Het heeft een duidelijk gedefinieerd economisch, bestuurlijk en sociaal profiel. Cornwalls unieke identiteit weerspiegelt het Keltische karakter, cultuur en milieu. Wij verklaren hierbij dat Cornwall het best gediend wordt met het toekomstig bestuur door middel van een Cornische Regionale Assemblee. Wij verplichten ons daarom een Cornische Constitutionele Conventie op te richten met de bedoeling een gegrondveste Assemblee en Senaat van Cornwall op te richten."
De Conventie vond drie maanden later plaats. Twee jaar later, in 2002, hadden 50000 mensen de Constitutie ondertekend, dat is ca. 10% van de kiezers in Cornwall. Een delegatie bestaande uit Andrew George en vertegenwoordigers van de Conventie (waaronder partijleider Dick Cole) boden de petitie op 10 december 2001 aan aan de Britse Prime Minister Tony Blair. Uit opiniepeilingen blijkt dat 55% van de bevolking van Cornwall achter het streven staat naar regionaal zelfbestuur.
Heden ten dage wordt Cornwall op het gebied van economische ontwikkeling, huisvesting en ruimtelijke ordening bestuurd door de niet direct verkozen Southwest Regional Assembly.

## Voetnoten
1. ↑  Aanbieding petitie aan Tony Blair, BBC News, 11 december 2001]. Gearchiveerd op 5 december 2023.
2. ↑  Give Cornwall what it wants